# Немачки џепни бојни брод Адмирал Граф Шпе
Адмирал Граф Шпе је била тешка крстарица класе Дојчланд која се налазила у наоружању немачке ратне морнарице током Другог светског рата. Првобитно класификована као оклопњача касније је рекласификована као тешка крстарица иако су је Британци класификовали као џепни бојни брод.
Адмирал Граф Шпе је поринут 1934. године у Немачкој и назван је по немачком адмиралу из Првог светског рата адмиралу грофу Максимилијану фон Шпеу који је заједно са своја три сина погинуо у првој бици код Фолкландских острва, 8. децембра 1914. године. Био је то други брод који је носио његово име. Први брод са његовим именом био је незавршени борбени крсташ из Првог светског рата СМС Граф Шпе.

## Опис
После Првог светског рата Немачка је према Версајском споразуму могла да гради бојне бродове чији депласман није прелазио 10.000 t и чије топовско наоружање није смело да буде калибра већег од 280 mm. Пре него што је тешка крстарица Адмирал Граф Шпе добила име, имала је назив Панцершиф Ц и Ерзац Брауншвајг, зато што је требало да замени стари немачки бојни брод Брауншвајг. Изградња брода коштала је 82 милиона рајхсмарака. Током изградње брода, значајна уштеда на тежини постигнута је употребом заваривања уместо закивања.
Технолошки, Адмирал Граф Шпе је био испред свог времена, нарочито по својој брзини. У једном тренутку савезници су били убеђени да постоје два оваква брода јер је то био једини начин да се објасни њено изненадно појављивање у различитим деловима земаљске кугле које је с обзиром на тадашњу брзину пловидбе било једино логично објашњење.

## Историја
Након што је примљена у активну службу 1936. године, тешка крстарица Адмирал Граф Шпе је до 1938. године служила као заставни брод и вршила је дужности интернационалне поморске контроле дуж обале Шпаније, током Шпанског грађанског рата. Пре почетка немачког напада на Пољску планирано је да се немачке оклопњаче ангажују за гусарске задатке у Атлантику. Адмирал Граф Шпе је 21. августа 1939. године испловио из немачке луке Вилхелмсхафен са задатком да пресреће и уништава савезничке трговачке бродове у Јужном Атлантику. Уз пратњу брода за снабдевање, танкера Алтмарк, Адмирал Граф Шпе се упутио у Јужни Атлантик где је требало да уништава британске трговачке бродове али је имао наређење да избегава сукоб са британским ратним бродовима.
У периоду од септембра до децембра 1939. године. Адмирал Граф Шпе је потопио девет трговачких бродова у Јужном Атлантику и Индијском океану. Капетан брода строго се придржавао међународних поморских правила о трговачком рату тако да су сви ови бродови потопљени без иједне људске жртве. Чланови посаде са ових бродова пребачени су на немачки тенкер Алтмарк. Касније је заробљене чланове посаде, њих 299, ослободио у територијалним водама неутралне Норвешке британски разарач ХМС Козак (тзв. Алтмаршки инцидент).

## Битка код Ла Плате
Британски адмиралитет, који је био забринут због немачке поморске активности у Јужном Атлантику, формирао је седам поморских група у Јужном Атлантику и једну у Индијском океану, састављених од укупно три бојна брода, два бојна крсташа, четири носача авиона и шеснаест крстарица (укључујући и француске ратне бродове) са задатком да лоцирају немачку тешку крстарицу Адмирал Граф Шпе и да је униште. Током лова су формиране додатне поморске групе.
13. децембра 1939. год. Адмирал Граф Шпе, лоцирала је британска поморска група Г састављена од крстарице ХМС Ексетер, наоружане топовима калибра 203 mm и крстарица ХМС Ајакс и ХМС Ахилес, наоружаних топовима калибра 152 mm; уследила је Битка код Ривер Плате. Након што је претрпео наизглед тешко али површно оштећење Адмирал Граф Шпе је потражио уточиште у неутралној луци Монтевидео у Уругвају.
Током боравка у луци, погинули чланови немачке посаде сахрањени су на гробљу у Монтевидеу. За време церемоније погреба капетан Адмирала Граф Шпеа Ханс Лангсдорф опростио се од својих погинулих морнара војничким поздравом док су се сви остали чланови посаде опростили од својих сабораца нацистичким поздравом.
Британска обавештајна активност створила је привид да ће се британским крстарицама које су блокирале излаз из луке Монтевидео убрзо придружити нови британски ратни бродови. Такође, интензивна британска дипломатска активност довела је до тога да је Уругвај ускратио даље гостопримство немачком броду. Суочен са наизглед безизлазном ситуацијом капетан Лангсдорф донео је одлуку да уништи брод. 17. децембра 1939. године под будним оком британских крстарица Ајакс, Ахилес и Камберленд, Адмирал Граф Шпе је потопљен на ушћу реке Рио де ла Плата.
Експлозив на броду је активирао лично капетан Лангсдорф желећи на овај начин да избегне могуће губитке међу члановима посаде. Три дана касније, извршио је самоубиство огрнут заставом немачке царске морнарице из Првог светског рата, исказујући тако по последњи пут свој презир према нацистима.

## Интернирање посаде
Неки од рањених чланова посаде су задржани у Монтевидеу, па су после неког времена заједно са интернирцима са немачког трговачког брода Такома, премештени Cuartel Paso del Rey (Касарна Краљевог пролаза) у Саранди дел Ји у Дуразну где их је чувала пешадија II Војне области. Остали су тамо све до 1946, када су пребачени назад у Монтевидео и враћени у Немачку. Бројни предмети везани за брод Адмирал Граф Шпе могу се наћи у музеју Cuartel Paso del Rey у Саранди дел Ји.

## Операција вађења олупине
Током 1997. године један од топова калибра 150 mm са Адмирала Граф Шпеа је извађен, рестауриран и изложен испред улаза у поморски музеј у Монтевидеу.
У фебруару 2004. године започела је операција вађења олупине немачке тешке крстарице. Операцију је делимично финансирала влада Уругваја, а делимично приватни сектор, зато што олупина брода представља ризик за бродове који упловљавају у луку Монтевидео. Први део олупине, одељак за контролу и управљање ватром, тежак 27 t, извађен је 25. фебруара 2004. године. Очекује се да ће вађење остатка олупине потрајати неколико година. Познати филмски режисре Џејмс Камерон снима операцију спасавања. Након што олупина буде извађена планира се да буде рестаурирана и изложена испред националног поморског музеја у Монтевидеу.
Многи немачки ветерани не одобравају акцију вађења олупине зато што сматрају да она представља не само историјски споменик већ и подводну гробницу коју треба поштовати. Један од њих, осамдесетседмогодишњи Ханс Еупел, бивши торпедни механичар изјавио је 2005. године да је операција вађења „лудост, прескупа и бесмислена. Вађење олупине је такође и опасно зато што једно од три постављена експлозивна пуњења није експлодирало.“
10. фебруара 2006. године извађена је фигура орла са крме брода али је због страха да овај чин не буде погрешно схваћен, свастика на фигури била покривена.

### Капетани
- Поморски капетан Конрад Пациг (Konrad Patzig): јануар 1936 – октобар 1937
- Поморски капетан Валтер Варжека (Walter Warzecha): октобар 1937 – октобар 1938
- Поморски капетан Ханс Лангсдорф (Hans Langsdorff): октобар 1938 – 17. децембар 1939